# Chris Smith (político)
Christopher Henry Smith (Rahway, Nueva Jersey, 4 de marzo de 1953), más conocido como Chris Smith, es un político estadounidense que se desempeña desde 1981 como representante para el 4.º distrito congresional de Nueva Jersey. Smith es miembro del Partido Republicano, habiéndose cambiado del Partido Demócrata en 1978. El distrito tiene sede en Trenton e incluye porciones importantes del área central de Nueva Jersey. 
Smith es el decano de la delegación congresional de Nueva Jersey y el miembro del Congreso con más años de servicio en la historia del estado. A lo largo de su carrera, ha centrado gran parte de su trabajo en la promoción de los derechos humanos en el extranjero, incluyendo la autoría de la Ley de Protección de las Víctimas de la Trata y la Violencia de 2000 y varias leyes posteriores. Desde 1993 hasta 2019, fue el principal republicano de la Cámara en la Comisión de Seguridad y Cooperación en Europa de los Estados Unidos. Ha utilizado sus posiciones de liderazgo, incluyendo presidencias de comités, para redactar múltiples leyes enfocadas en los derechos humanos y llevar a cabo una supervisión agresiva de los abusos a los derechos humanos, acciones que le han valido el desprecio de naciones abusadoras.

## Primeros años y educación
Smith nació en Rahway, Nueva Jersey, el 4 de marzo de 1953. Asistió a la escuela secundaria St. Mary's en Perth Amboy, donde compitió como corredor y luchador.
Después de graduarse con una licenciatura en administración de empresas en Trenton State College (ahora The College of New Jersey), Smith trabajó en el negocio de artículos deportivos de su familia. Durante el ciclo electoral de 1976, dirigió la campaña de las primarias demócratas de Steven Foley, un abogado y activista antiaborto, contra el senador en funciones Harrison A. Williams; Foley recibió alrededor del 15% de los votos, perdiendo ante Williams. En 1978, Smith se cambió al Partido Republicano y se convirtió en director ejecutivo del Comité Right to Life de Nueva Jersey, un cargo a tiempo parcial.

## Posiciones políticas

### Aborto
Smith es firmemente antiaborto. Es copresidente del Caucus Pro-Vida del Congreso y sirvió como copresidente de la Coalición Pro-Vida de la Administración Trump. Apoya la Mexico City Policy, que bloquea los fondos federales de EE. UU. para organizaciones no gubernamentales que proporcionan asesoramiento o referencias sobre el aborto, abogan por despenalizar el aborto o expandir los servicios de aborto. En 2000, votó a favor de la Ley de Prohibición del Aborto por Nacimiento Parcial de 2000. En diciembre de 2023, Smith firmó una carta de apoyo a Tommy Tuberville agradeciéndole por su bloqueo de nueve meses a más de 400 promociones militares debido a la política de aborto del Pentágono.
Smith expresó su apoyo a la Enmienda Stupak-Pitts, una enmienda a la Ley de Opciones de Salud Asequibles de Estados Unidos de 2009.
Smith ha presentado varias versiones de la Ley de No Financiamiento del Aborto con Fondos de los Contribuyentes, comenzando con la propuesta original en 2011. La propuesta de 2011 prohibía que se usaran fondos federales para beneficios de salud que cubrieran el aborto, excepto en casos de violación, incesto o si la mujer corría peligro de morir. También descalificaba los abortos para ser deducidos de los impuestos. En 2013, Smith reintrodujo la propuesta, que restringía aún más la cobertura de seguros para abortos. El proyecto de ley fue aprobado por la Cámara pero aún no ha sido votado en el Senado.

### Violencia doméstica
Smith votó a favor de la Ley de Violencia contra la Mujer original de 1994 y copatrocinó las leyes de reautorización de 2000 y 2005, esta última asignando $1.6 mil millones para la investigación y el enjuiciamiento de crímenes violentos contra mujeres, imponiendo restitución automática y obligatoria para los condenados, y permitiendo recursos civiles en casos que los fiscales decidieran no procesar. Smith votó en contra de la reautorización de la ley en 2013 debido a que la versión del Senado recortaba los fondos para la Oficina de Trata de Personas en el Departamento de Estado, que Smith había creado con la Ley de Protección de Víctimas de la Trata y la Violencia de 2000.

### Medio ambiente
A partir de 2020, Smith tiene una puntuación de por vida del 62% en el National Environmental Scorecard de la Liga de Votantes por la Conservación, la segunda más alta entre los miembros republicanos en funciones (después de Brian Fitzpatrick). Ha declarado que "el cambio climático es un desafío global que debe abordarse con una solución global".
Smith también se opone a la perforación en alta mar, particularmente en Nueva Jersey.
Smith apoyó un proyecto de ley de comercio de emisiones de carbono para combatir el cambio climático, siendo uno de los únicos ocho republicanos en la Cámara en hacerlo.

### Armas de fuego
Smith se opone al porte oculto. En 2016, fue uno de los cuatro republicanos en recibir una calificación del 100% de la Brady Campaign to Prevent Gun Violence y, en general, ha recibido calificaciones bajas o intermedias de organizaciones a favor de las armas, como Gun Owners of America y la National Rifle Association. Smith no copatrocinó la legislación propuesta por la Brady Campaign para expandir las verificaciones de antecedentes para los compradores de armas.
Smith fue uno de los cinco republicanos que copatrocinaron la HR 8 en el 116.º Congreso, que requeriría verificaciones de antecedentes obligatorias para la venta de armas.
Smith calificó el tiroteo en el club nocturno de Orlando en 2016 como "trágico más allá de las palabras" y dijo: "El motivo del terrorista, si está vinculado a la ideología islamista radical, subraya la creciente amenaza nacional y mundial del yihadismo global".
A raíz del tiroteo en Las Vegas en 2017, Smith copatrocinó una prohibición de los bump stocks junto con Leonard Lance.

### Cuidado de la salud
Smith ha redactado tres leyes importantes para abordar el autismo, incluida la más reciente, Autism CARES, que incluyó $1.3 mil millones en fondos para investigación, servicios y apoyos, y exige un informe sobre el envejecimiento.
El 9 de mayo de 2014, Smith presentó el proyecto de ley Autism CARES Act of 2014, que enmendaría la Ley de Servicios de Salud Pública para reautorizar las actividades de investigación, vigilancia y educación relacionadas con los trastornos del espectro autista (autismo) llevadas a cabo por varias agencias dentro del Departamento de Salud y Servicios Humanos de los Estados Unidos (HHS).
El 9 de mayo de 2019, Smith fue uno de los tres republicanos que votaron a favor de la HR 986, una medida apoyada por todos los demócratas de la Cámara para mantener las protecciones para aquellos con condiciones médicas preexistentes para que continúen teniendo acceso a un seguro médico asequible bajo las disposiciones existentes de la Ley de Cuidado de Salud Asequible (Obamacare). Cinco semanas antes, había votado junto con otros siete republicanos a favor de una resolución que condenaba los esfuerzos de la administración Trump, a través del Departamento de Justicia, para que los tribunales invalidaran el Obamacare.s
Smith ha sido un promotor desde hace mucho tiempo de la "enfermedad crónica de Lyme", una condición médicamente no reconocida, y ha presionado para que el establecimiento médico la reconozca. Esta condición, que no debe confundirse con la enfermedad de Lyme genuina, es generalmente rechazada por los profesionales médicos, y su promoción es vista como un fraude sanitario. En 2019, Smith propuso una investigación para determinar si el Pentágono había liberado garrapatas "armadas" infectadas con la enfermedad de Lyme en el medio ambiente entre 1950 y 1975. Los científicos identificaron esta propuesta, que el Congreso no adoptó, como basada en una teoría de conspiración y afirmaron que una investigación era innecesaria y un mal uso de los fondos.

### Derechos Humanos
Smith es un firme defensor de los derechos humanos y ha servido en numerosos comités que buscan influir en las leyes y la legislación tanto a nivel nacional como internacional. Ha declarado que los proyectos de ley que presenta en la Cámara están destinados a hacer que los Estados Unidos tomen "en serio los derechos humanos".
En 1999, como parte de la Ley de Seguridad de las Embajadas Americanas, Smith propuso detener un programa patrocinado por EE. UU. que proporcionaba entrenamiento a la Policía Real del Ulster junto con el FBI, debido a acusaciones de violaciones de derechos humanos, como el acoso a abogados defensores que representaban a republicanos en Irlanda del Norte. Sin embargo, votó en contra de un proyecto de ley que detendría la venta de armas a Arabia Saudita y retiraría las tropas de Yemen.
Apoyó el regreso del hijo de David Goldman en el caso de secuestro infantil de Goldman, que involucró un viaje a Brasil. Smith reconoce el genocidio armenio y ha solicitado que Estados Unidos lo reconozca oficialmente.
En 2017, Smith copatrocinó un esfuerzo junto con Jim McGovern para priorizar los derechos humanos en Azerbaiyán. La resolución H. Res. 537 también busca una mayor implementación de la Ley Magnitsky con respecto a los funcionarios azerbaiyanos, así como un llamado para que Azerbaiyán libere a todos los presos políticos. Apoya los esfuerzos para deportar a Jakiw Palij, un ex ciudadano estadounidense denaturalizado que residía en Nueva York y que no reveló que había trabajado como guardia en un campo de concentración en la Alemania nazi. Smith condenó la amplia represión de Turquía contra la disidencia tras un fallido golpe de Estado en julio de 2016.

### Inmigración
En 2012, Smith apoyó la Ley de Protección de Refugiados de Familias Indonesias, que habría extendido el plazo para que los inmigrantes indonesios solicitaran la ciudadanía.

### Derechos de propiedad intelectual
Smith redactó la Ley Global de Libertad en Línea en 2007, aunque no llegó a convertirse en ley. La legislación propuesta era un proyecto de ley "para promover la libertad de expresión en Internet, proteger a las empresas estadounidenses de la coerción para participar en la represión por parte de gobiernos extranjeros autoritarios y para otros fines". Específicamente, el proyecto de ley prohibiría a las empresas estadounidenses entregar datos sobre clientes que residen en "países con restricciones en Internet". El proyecto de ley cuenta con el apoyo de Amnistía Internacional, Human Rights Watch y Reporteros Sin Fronteras. Está en contra de la Electronic Frontier Foundation.

### Comisión del 6 de enero
El 19 de mayo de 2021, Smith fue uno de los 35 republicanos que se unieron a todos los demócratas para votar a favor de la legislación para establecer la comisión del 6 de enero, destinada a investigar el ataque al Capitolio de los EE.UU.

### Derechos LGBTQ
En 2015, Smith dijo que no consideraba el matrimonio entre personas del mismo sexo como un derecho humano fundamental, según lo definido por las Naciones Unidas.
En julio de 2022, Smith votó en contra de la Ley de Respeto al Matrimonio, un proyecto de ley que requería que el gobierno federal de los EE. UU. reconociera la validez de los matrimonios entre personas del mismo sexo.

### Movimiento laboral
Smith apoya la Ley de Libre Elección de los Empleados. El AFL-CIO Legislative Scorecard, que rastrea el apoyo a los derechos de los trabajadores, le otorga a Smith una calificación de por vida del 61%, ubicándolo en el séptimo lugar de los doce representantes de Nueva Jersey y en el 195.º de los 435 representantes de la Cámara.
El AFL-CIO respaldó a Smith para su reelección en 2018, calificándolo como uno de los "mejores candidatos para los trabajadores", debido a su apoyo a la negociación colectiva, su oposición a la decisión de la Corte Suprema en Janus v. AFSCME y su apoyo a la financiación de infraestructuras, entre otras razones.
A partir de marzo de 2019, Smith es el único copatrocinador republicano de la Ley de Igualdad de Salarios. También apoyó la Ley Lilly Ledbetter de Igualdad de Pago de 2009, que amplió el alcance del estatuto de limitaciones para la discriminación salarial.
Smith citó el ejemplo de Lech Wałęsa y el movimiento Solidaridad como una razón para apoyar a los sindicatos. También dijo sobre sus colegas republicanos: "Lo que mis colegas republicanos a menudo no entienden es que el trabajo es un tema de derechos humanos".

### Marihuana
Smith tiene una calificación de "D" de NORML en relación con su historial de votación en asuntos relacionados con el cannabis. Ha votado consistentemente en contra de la Enmienda de Igualdad de Acceso para Veteranos, que proporciona a los veteranos acceso a información sobre la accesibilidad de la marihuana medicinal en sus respectivos estados.

### Asuntos de veteranos
Bob Wallace, director ejecutivo de los Veteranos de Guerras Extranjeras, llama a Smith "el mejor amigo" de los veteranos. En 2004, Smith se negó a respaldar la propuesta presupuestaria republicana a menos que incluyera más dinero para los veteranos. En una audiencia en el Congreso, Smith articuló públicamente su creencia de que la solicitud presupuestaria de la administración Bush era $1.2 mil millones menos de lo que el Departamento de Asuntos de los Veteranos realmente necesitaba, lo que avergonzó a la administración y a la dirección republicana del Congreso. En 2005, Smith fue destituido de su presidencia y membresía en el Comité de Asuntos de Veteranos por su papel agresivo en la búsqueda de más fondos para causas relacionadas con los veteranos.

### Política científica
Smith apoya los esfuerzos para proporcionar alternativas a la investigación con células madre embrionarias. En 2005, copatrocinó un proyecto de ley con Artur Davis para financiar la creación de una red de bancos de sangre nacionales para distribuir sangre de cordón umbilical para la investigación con células madre.

### Impuestos
Smith votó en contra de la legislación fiscal republicana de 2017 respaldada por Donald Trump; fue uno de los cinco representantes republicanos de Nueva Jersey que se unieron a los demócratas para oponerse al proyecto de ley. Smith se opuso al proyecto de ley por considerarlo "injusto para los contribuyentes de Nueva Jersey" porque limitaba drásticamente la deducción federal de los impuestos estatales y locales (SALT) y dijo que se vería "obligado a oponerse" a más recortes de impuestos si la legislación incluía una disposición que extendiera permanentemente el límite de $10,000 en la deducción SALT.